# Amanita liquii
Amanita liquii é um fungo que pertence ao gênero de cogumelos Amanita na ordem Agaricales. É encontrado associado com abetos e pinheiros, no sudoeste da China até uma altitude de quatro mil metros. Frutifica de julho a setembro.